# Wrong Turn 5: Bloodlines
Wrong Turn 5: Bloodlines is een Amerikaanse horrorfilm uit 2012 onder regie van Declan O'Brien. De productie vormt het vijfde deel uit de Wrong Turn-filmserie. Wrong Turn 5 begint als prequel en gaat na verloop van tijd verder waar Wrong Turn 4: Bloody Beginnings eindigde.

## Verhaal
In een klein stadje in West-Virginia wordt het Mountain Man Festival gehouden op dezelfde dag als Halloween. Verklede feestgangers verzamelen zich er voor een wilde nacht met muziek en kattenkwaad. Een familie kannibalen ziet een groep feestende studenten daarentegen als prooi.

## Rolverdeling
| Acteur             | Personage             |
| ------------------ | --------------------- |
| Camilla Arfwedson  | Sheriff Angela        |
| Doug Bradley       | Maynard               |
| Simon Ginty        | Billy                 |
| Oliver Hoare       | Julian                |
| Roxanne McKee      | Lita                  |
| Paul Luebke        | Gus                   |
| Duncan Wisbey      | Mose                  |
| Finn Jones         | Teddy                 |
| Peter Brooke       | Jason                 |
| Andrew Bone        | George                |
| Amy Lennox         | Cruz                  |
| Radoslav Parvanov  | One Eye               |
| George Karlukovski | Saw Tooth             |
| Borislav Iliev     | Three Finger          |
| Rosie Holden       | Ginny                 |
| Emilia Klayn       | Kaleen (hardloopster) |